# HD 267
HD267 є  хімічно пекулярною зорею спектрального класу
A3 й має видиму зоряну величину в
смузі V приблизно  7.8.
Вона знаходиться у сузір'ї Кита й розташована на відстані близько 450 світлових років від Сонця.